# Persone di nome Pat
| Questa pagina contiene informazioni ricavate automaticamente dalle voci biografiche con l'ausilio del template Bio e di un bot. L'aggiornamento è periodico e automatico e ricostruisce completamente la pagina. Se manca una persona in questa lista, sei pregato di non aggiungerla, ma accertati piuttosto che la sua voce biografica contenga il template Bio e che i dati anagrafici siano correttamente compilati. Se il template Bio manca, inseriscilo tu stesso o, in alternativa, metti l'avviso {{tmp\|Bio}} che ne segnala la mancanza. Se i dati riportati sono sbagliati, correggi direttamente la voce biografica; le modifiche saranno visibili in questa lista entro pochi giorni. Per chiarimenti vedi il progetto antroponimi. La lista contiene solo le 57 persone che sono citate nell'enciclopedia e per le quali è stato implementato correttamente il template Bio. Pagina aggiornata al 6 ago 2025. |

Questa è una lista di persone presenti nell'enciclopedia che hanno il nome Pat, suddivise per attività principale.

## Allenatori di calcio(3)
- Pat Noonan, allenatore di calcio e ex calciatore statunitense (Ballwin, n. 1980)
- Pat Onstad, allenatore di calcio e ex calciatore canadese (Vancouver, n. 1968)
- Pat Stanton, allenatore di calcio e ex calciatore scozzese (Edimburgo, n. 1944)

## Allenatori di football americano(1)
- Pat Shurmur, allenatore di football americano statunitense (Dearborn, n. 1965)

## Antropologhe(1)
- Pat Patfoort, antropologa e biologa belga (Belgio, n. 1949)

## Artisti marziali misti(1)
- Pat Curran, artista marziale misto statunitense (Island Lake, n. 1987)

## Attori(9)
- Pat Cooper, attore statunitense (New York, n. 1929 - Las Vegas, † 2023)
- Pat Corley, attore statunitense (Dallas, n. 1930 - Los Angeles, † 2006)
- Pat Flaherty, attore statunitense (Washington, n. 1897 - New York, † 1970)
- Pat Harmon, attore statunitense (Lewiston, n. 1886 - Riverside, † 1958)
- Pat Hartigan, attore e regista statunitense (New York, n. 1881 - Los Angeles, † 1951)
- Pat Healy, attore statunitense (Chicago, n. 1971)
- Pat McCormick, attore e comico statunitense (Lakewood, n. 1927 - Los Angeles, † 2005)
- Pat O'Brien, attore statunitense (Milwaukee, n. 1899 - Santa Monica, † 1983)
- Pat Walshe, attore statunitense (New York, n. 1900 - Los Angeles, † 1991)

## Attrici(2)
- Pat Crawford Brown, attrice statunitense (New York, n. 1929 - Woodland Hills, † 2019)
- Pat Paterson, attrice inglese (Bradford, n. 1910 - Phoenix, † 1978)

## Batteristi(2)
- Pat Steward, batterista canadese (Vancouver, n. 1962)
- Pat Torpey, batterista statunitense (Cleveland, n. 1953 - † 2018)

## Bobbisti(1)
- Pat Buckley, bobbista statunitense

## Calciatori(7)
- Pat Buckley, ex calciatore scozzese (Leith, n. 1946)
- Pat Courtney, ex calciatore irlandese (n. 1941)
- Pat Dunne, calciatore irlandese (Dublino, n. 1943 - † 2015)
- Pat Heard, ex calciatore inglese (Kingston upon Hull, n. 1960)
- Pat Morley, ex calciatore irlandese (Cork, n. 1965)
- Patrick O'Connor, ex calciatore scozzese (Motherwell, n. 1934)
- Pat van den Hauwe, ex calciatore gallese (Dendermonde, n. 1960)

## Cantanti(3)
- Pat Boone, cantante, attore e compositore statunitense (Jacksonville, n. 1934)
- Pat Hoed, cantante e conduttore radiofonico statunitense (Hollywood, n. 1962)
- Pat Kelly, cantante giamaicano (Kingston, n. 1949 - † 2019)

## Cantautrici(1)
- Pat Benatar, cantautrice statunitense (New York, n. 1953)

## Cestiste(2)
- Pat Coyle, ex cestista e allenatrice di pallacanestro statunitense (Filadelfia, n. 1960)
- Pat Luckey, ex cestista statunitense (San Marcos, n. 1975)

## Chitarristi(3)
- Pat Martino, chitarrista e compositore statunitense (Filadelfia, n. 1944 - † 2021)
- Pat Metheny, chitarrista e compositore statunitense (Lee's Summit, n. 1954)
- Pat O'Brien, chitarrista statunitense (Hebron, n. 1965)

## Compositori(2)
- Pat Ballard, compositore e paroliere statunitense (Troy, n. 1899 - New York, † 1960)
- Pat Irwin, compositore e musicista statunitense

## Fumettiste(1)
- Pat Carra, fumettista italiana (Parma, n. 1954)

## Fumettisti(1)
- Pat Mills, fumettista e scrittore britannico (Ipswich, n. 1949)

## Giocatori di football americano(1)
- Pat Swilling, ex giocatore di football americano statunitense (Toccoa, n. 1964)

## Hockeisti su ghiaccio(1)
- Pat Schafhauser, ex hockeista su ghiaccio statunitense (Saint Paul, n. 1971)

## Ingegneri(1)
- Pat Fry, ingegnere britannico (Shepperton, n. 1964)

## Nobili(1)
- Pat Győr, nobile ungherese

## Piloti motociclistici(1)
- Pat Hennen, pilota motociclistico statunitense (Phoenix, n. 1953 - Phoenix, † 2024)

## Politiche(1)
- Pat Saiki, politica e insegnante statunitense (Hilo, n. 1930)

## Politici(1)
- Pat Rabbitte, politico irlandese (Claremorris, n. 1949)

## Produttori cinematografici(1)
- Pat Powers, produttore cinematografico e regista irlandese (Waterford, n. 1870 - New York, † 1948)

## Registi(2)
- Pat Holden, regista e sceneggiatore britannico (n. 1966)
- Pat O'Connor, regista irlandese (Ardmore, n. 1943)

## Sceneggiatori(1)
- Pat Proft, sceneggiatore e produttore cinematografico statunitense (Columbia Heights, n. 1947)

## Scrittori(1)
- Pat Frank, scrittore statunitense (Chicago, n. 1907 - Atlantic Beach, † 1964)

## Scrittrici(1)
- Pat Barker, scrittrice inglese (Thornaby-on-Tees, n. 1943)

## Scrittrici di fantascienza(1)
- Pat Cadigan, autrice di fantascienza statunitense (Schenectady, n. 1953)

## Tennisti(1)
- Pat Cramer, ex tennista sudafricano (Brakpan, n. 1947)

## Truccatrici(1)
- Pat McGrath, truccatrice britannica (Northampton, n. 1965)

## Wrestler(1)
- Pat Patterson, wrestler canadese (Montréal, n. 1941 - Miami, † 2020)